# Cleome virens
Cleome virens är en paradisblomsterväxtart som beskrevs av Macbride. Cleome virens ingår i släktet paradisblomstersläktet, och familjen paradisblomsterväxter. Inga underarter finns listade i Catalogue of Life.